# Drosophila beppui
Drosophila beppui este o specie de muște din genul Drosophila, familia Drosophilidae, descrisă de Masanori Joseph Toda și Peng în anul 1989. Conform Catalogue of Life specia Drosophila beppui nu are subspecii cunoscute.